# Деморест (Џорџија)
Деморест (Џорџија) (енгл. Demorest) град је у америчкој савезној држави Џорџија. По попису становништва из 2010. у њему је живело 1.823 становника.

## Демографија
Према попису становништва из 2010. у граду је живело 1.823 становника, што је 358 (24,4%) становника више него 2000. године.
| Група             | 2000.         | 2010.         |
| Белци             | 1.335 (91,1%) | 1.569 (86,1%) |
| Афроамериканци    | 58 (4,0%)     | 59 (3,2%)     |
| Азијати           | 9 (0,6%)      | 26 (1,4%)     |
| Хиспаноамериканци | 49 (3,3%)     | 124 (6,8%)    |
| Укупно            | 1.465         | 1.823         |